# Sphenomorphus cameronicus
Sphenomorphus cameronicus är en ödleart som beskrevs av  Smith 1924. Sphenomorphus cameronicus ingår i släktet Sphenomorphus och familjen skinkar. Inga underarter finns listade i Catalogue of Life.